# Kizito Mihigo
Kizito Mihigo, né le 25 juillet 1981 à Kibeho et mort le 17 février 2020 à Kigali, est un chanteur de gospel, auteur de chants liturgiques, organiste et compositeur rwandais militant pour la paix et la réconciliation,. 
Rescapé du génocide des Tutsi, formé au Conservatoire de musique de Paris, en 2010 il crée la Fondation Kizito Mihigo pour la Paix. En 2012 il devient animateur de télévision. Au mois d'avril 2014, après avoir publié une chanson critique immédiatement interdite par les autorités rwandaises, Kizito Mihigo est arrêté pour « menace contre l'État ». Le 27 février 2015 il est condamné à dix ans de prison pour « conspiration contre le gouvernement » du président Paul Kagame. Il est libéré par la grâce présidentielle le 14 septembre 2018, en compagnie de Victoire Ingabire Umuhoza.  
À nouveau arrêté le 13 février 2020, il meurt dans sa cellule à Kigali le 17 février, officiellement d'un suicide par pendaison. Mais cette version est contestée par certains Rwandais.

## Jeunesse
Kizito Mihigo est né le 25 juillet 1981 à Kibeho, dans le district de Nyaruguru, l'ancienne préfecture de Gikongoro (aujourd’hui Province du Sud) au Rwanda. Troisième de six enfants, ses parents sont Augustin Buguzi et Placidie Iribagiza,.  

### Débuts musicaux
À l'âge de 9 ans, il commence à composer des chansonnettes, mais ce n'est que cinq ans plus tard, lorsqu'il est élève au Petit Séminaire de Butare, qu'il devient l'organiste compositeur liturgique le plus populaire dans l'Église catholique au Rwanda.

### Rescapé du génocide
En 1994, il perd sa famille et devient orphelin lors du génocide des Tutsis au Rwanda.
Il s’échappe au Burundi où il retrouve des membres de sa famille ayant survécu.
Il tente en vain de rejoindre l’Armée Patriotique Rwandaise (APR) pour venger sa famille.

### Scolarité
En juillet 1994, il retourne au Rwanda.  Après l’école secondaire, il s’inscrit au séminaire pour devenir prêtre et là, à travers la musique et la foi chrétienne, il arrive à pardonner ceux qui ont tué son père.

## Formation musicale et carrière

### Formation musicale
En 2001, il participe à la compétition pour la composition de l’hymne national rwandais et il est ensuite envoyé faire des études au Conservatoire de Musique de Paris par les autorités rwandaises (avec le soutien financier du président rwandais Paul Kagame),
À Paris, Mihigo suit les cours d'orgue et de composition dans la classe de Françoise Levechin-Gangloff, titulaire des grands orgues de l'Église Saint-Roch de Paris, professeur au Conservatoire national supérieur de musique et de danse de Paris— CNSMDP — et Présidente du Conservatoire international de musique de Paris - CIMP  Il entame ensuite une carrière musicale internationale basé en Belgique.

### Installation au Rwanda
En 2011, Mihigo s'installe définitivement au Rwanda, et devient une personnalité artistique respectée par la population et par le pouvoir. Il est régulièrement invité pour chanter dans toutes les cérémonies nationales de commémoration du génocide.
Il se fait connaître aussi par de nombreuses invitations dans les cérémonies officielles au parlement et ailleurs, pour interpréter l'hymne national rwandais, en présence du Chef d'État et d'autres hauts dignitaires,,.

### Critiques
Son rapprochement avec le pouvoir lui vaut beaucoup de critiques venant de ses fans chrétiens qui regrettent une certaine déviation de leur compositeur liturgique vers des thèmes de plus en plus politiques. En 2011 le chanteur tente de rassurer ses fans.
Ses concerts religieux attirent un grand nombre de personnes à Kigali et à Kibeho, lieu de naissance de l'artiste. Ces événements sont souvent honorés par la présence de différents ministres,,.
En 2011, les concerts les plus populaires de l'artiste sont celui de Pâques et celui de Noël,.

### Œuvres
Après le génocide de 1994, ce chanteur rwandais a composé plus de 400 chansons en 20 ans.
Les plus populaires sont :   
- Arc en ciel[21]
- Twanze gutoberwa amateka[11],[16],[21]
- Inuma[11],[21]
- Iteme[21]
- Urugamba rwo kwibohora[16]
- Mon frère congolais [23]
- Mwungeri w'intama[11]
- Yohani yarabyanditse[20]
- Turi abana b'u Rwanda[11]
- Igisobanuro cy'urupfu[24],[25],[26]
- Umujinya mwiza[27]

Au mois de novembre 2013, lors d'une interview donnée à une radio locale à l'occasion de la sortie de son single Ibyishimo bibi (joie dangereuse), Kizito Mihigo annonce son projet de création d'une école de musique au Rwanda.

## Militantisme pour la paix et la réconciliation
Durant son séjour en Europe, ayant fait connaissance du Mouvement international de la réconciliation — MIR France — (ONG française prônant la non-violence) , en 2007 Kizito Mihigo organise à Bruxelles une Messe - concert pour la Paix en Afrique .
Pour la communauté catholique africaine résidant en Europe, il organise régulièrement des concerts de musique sacrée suivis par une Messe de Requiem pour les victimes de toutes sortes de violences dans le monde. Ces messes sont célébrées par Monseigneur Léonard, à l'époque évêque du diocèse de Namur. En 2010 ce dernier deviendra archevêque de Bruxelles .
En 2010, le chanteur crée la Fondation Kizito Mihigo pour la Paix — KMP — une organisation non gouvernementale rwandaise prônant la paix et la réconciliation,.
Après son installation au Rwanda, en compagnie de sa fondation, et en partenariat avec le gouvernement rwandais, l'ONG World Vision et l'ambassade des États-Unis à Kigali, il entame une tournée dans les écoles et dans toutes les prisons du Rwanda.
Dans les écoles, l'objectif est l'éducation de la jeunesse aux valeurs de paix et de réconciliation, et la création des clubs de paix. Dans les prisons, le chanteur cherche à susciter un débat avec les détenus à propos des crimes commis, avant d'y créer les clubs de dialogue dits « clubs de transformation des conflits »,

### Prix
En août 2011, en reconnaissance de ses activités pour la paix, Kizito Mihigo reçoit le prix CYRWA (Cerebrating Young Rwandan Archivers), donné par la fondation Imbuto, organisation de la Première dame du Rwanda, Jeannette Kagame,.
En avril 2013, l'Office rwandais de la Gouvernance (Rwanda Gouvernance Board) reconnaît la Fondation Kizito Mihigo pour la Paix (KMP) parmi les dix meilleures ONG locales ayant favorisé la bonne gouvernance.
À cette occasion, la Fondation  reçoit le prix « RGB award » de 8 000 000 Frw (huit millions de francs rwandais).
Le président Paul Kagame, lui aussi, avait toujours présenté ce musicien rescapé du génocide comme un modèle pour les jeunes Rwandais.

## Animateur de télévision
Depuis 2012 Kizito Mihigo anime Umusanzu w'Umuhanzi (« La contribution de l'artiste ») une émission hebdomadaire de la télévision nationale produite par la Fondation KMP.
Dans cette émission d'une heure tous les mardis à 22 heures, le chanteur diffuse et commente les concerts avec les prisonniers et les élèves. Une fois par mois à travers cette émission, Mihigo dirige le Dialogue interreligieux, un débat avec des leaders religieux visant à trouver, ensemble, le rôle des religieux dans la construction de la Paix.

## Vie privée
Chrétien catholique, célibataire sans enfants, admirateur de Mozart, de Bach et de Haendel, amateur des arts martiaux et du cinéma, en 2012 une rumeur dans la presse locale parle d'une relation amoureuse secrète entre lui et Miss Jojo, chanteuse locale R&B de confession musulmane. Interviewés, les deux artistes nient la liaison et parlent d'une amitié profonde.
Depuis 2009 Kizito Mihigo apparaît souvent dans la presse people de Kigali comme l'une des célébrités qui attirent le plus de femmes au Rwanda.
En avril 2013 le quotidien rwandais The New Times le classe deuxième parmi les huit hommes célèbres les plus sexy au Rwanda.

## Arrestation
Au mois de mars 2014, Kizito Mihigo publie sur YouTube une nouvelle chanson intitulée Igisobanuro cy'Urupfu (La signification de la mort), dans laquelle le chanteur critique la version officielle du génocide des Tutsis, et réclame la compassion pour toutes les victimes dont celles du génocide, mais aussi celles des vengeances. La chanson est rapidement interdite par les autorités rwandaises et aussitôt effacée sur YouTube .
Le 7 avril 2014, le jour de la 20e commémoration du génocide, le chanteur est porté disparu. Le 12 avril, l'ancien Premier ministre Faustin Twagiramungu dénonce la détention illégale de l'artiste par la police à la suite de la sortie de sa chanson controversée. Le 15 avril 2014, Mihigo est présenté aux journalistes par la police, accusé d’avoir planifié des attaques terroristes et d’avoir collaboré avec les Forces Démocratiques de Libération du Rwanda — FDLR — et le parti politique Rwanda National Congress (RNC) en vue de renverser le gouvernement.La RNC dément 
Alors que la police avait nié détenir le suspect depuis une semaine, le site WikiLeaks révèle que ce chanteur et activiste chrétien avait disparu le 4 avril, soit 10 jours avant l'annonce officielle de l'arrestation.
Dans l'opinion publique, beaucoup d'observateurs restent convaincus que l'arrestation du musicien est liée à cette chanson critique sortie et interdite quelques jours auparavant,,,.
Quelques semaines avant l'annonce de cette arrestation, dans son discours lors de la cérémonie de collation des grades aux officiers de Police, à Gishari (dans l'Est du pays), le Président Kagame avait déclaré : « Je ne suis pas un chanteur pour divertir les ennemis de l'État » . Après l'annonce officielle de l'arrestation, le gouvernement rwandais interdit la diffusion des chansons de Kizito Mihigo aux radios et télévisions locales .
Quelques heures après l'audience du 21 avril 2014, une interview « confession » est diffusée : Kizito y a « plaidé coupable de tous les chefs d'accusation et a demandé à pouvoir être assisté par un avocat ». Dans une seconde interview « confession », il déclare : « avoir accepté l'idée de lire un communiqué dénonçant l'absence d'État de droit au Rwanda et appelant la jeunesse à se soulever ».

### Réactions
Selon des défenseurs des droits de l'homme interviewés par Radio France internationale : « Ces confessions sont contraires au principe de présomption d'innocence ». Les sources officielles Rwandaises, elles, balaient les accusations de torture.
Des activistes rwandais des droits de l'homme qualifient l'arrestation de Kizito Mihigo d'action « déplorable pour opprimer les initiatives réconciliatrices » 
Pour Monseigneur André-Joseph Léonard, l'arrestation de Mihigo est comme une erreur sur la personne: « Il y a comme une erreur sur la personne, je ne peux pas voir en Kizito, un homme qui serait dangereux pour la société » déclare l'archevêque de Bruxelles, un an plus tard, dans une interview accordée au Journal en ligne Jambo News 

#### Presse internationale
Plusieurs médias internationaux commentent l'événement. Selon la Radio France internationale, l'arrestation de ce musicien provoque un grand émoi dans le pays, l'incompréhension et la peur d'une possible déstabilisation. Les aveux du chanteur largement diffusés par les médias locaux et les discours de certains responsables politiques avant le début du procès, provoquent l'indignation des défenseurs des droits de l'homme qui dénoncent la violation de la présomption d'innocence,,.
Selon la Télévision Al Jazeera, et la Radio France Inter, le chanteur enlevé à la veille de la 20e commémoration du génocide, avant d'apparaitre devant la presse huit jours plus tard, serait en train de vivre les conséquences des paroles de sa chanson Igisobanuro cy'urupfu dans laquelle le chanteur critique la politique de commémoration mise en place par le gouvernement de Kigali dirigé par le Front patriotique rwandais - FPR de Paul Kagame,,.
Pour la journaliste belge Colette Braeckman auteur de nombreux ouvrages sur le Rwanda et la région des Grands Lacs, il est difficile de croire que le chanteur soit de mèche avec les FDLR. Interviewée par Le Nouvel Observateur, elle analyse l'arrestation du chanteur comme une démonstration d'un malaise en interne: « Quelque chose d’autre se trame sans doute, dont nous ne savons rien parce que tout le monde se tait, comme c’est souvent le cas au Rwanda » déclare la journaliste belge responsable de l'Afrique Centrale chez le quotidien Le Soir.

#### Fédération Internationale des ligues des Droits de l'Homme
La Fédération internationale des ligues des droits de l'homme — FIDH — dénonce une arrestation avec un arrière-goût politique. L'organisation parle d' « une nouvelle preuve de la tournure répressive prise par le régime du Président rwandais Paul Kagame ».

#### Reporters Sans Frontières
L'organisation Reporters sans frontières aussi réagit après l'arrestation de Kizito Mihigo et ses co-accusés notamment le journaliste Cassien Ntamuhanga. L'ONG qui dénonce la détention illégale du journaliste une semaine avant l'annonce officielle de la police, se dit inquiétée par la détérioration du climat pour les médias au Rwanda, et surtout par l'arrestation de Cassien Ntamuhanga, Kizito Mihigo et leurs co-accusés.

#### États-Unis
Les États-Unis, à leur tour, expriment leur inquiètude à la suite de l'arrestation de Kizito Mihigo.  À cette occasion, selon la Radio France internationale, Washington rappelle au gouvernement rwandais l'importance « d'autoriser la liberté d'expression […] respecter la liberté de la presse et à accorder aux prévenus, le minimum de garanties nécessaires à un procès équitable ».

#### Royaume-Uni
Le Royaume-Uni aussi revient sur le cas de Kizito Mihigo et ses co-accusés, demandant au gouvernement rwandais d'assurer un procès équitable.

#### Gouvernement rwandais et partis d'opposition en exil
Après la réaction du Royaume-Uni et celle des États-Unis, le Président Paul Kagame, en déplacement dans l'ouest du Rwanda, rejette les critiques faisant état d'arrestations arbitraires. Il menace de « continuer les arrestations et même de tuer en plein jour ceux qui
tenteraient de déstabiliser le pays. »
L' opposition rwandaise en exil dont le Congrès National Rwandais (RNC) et les Forces démocratiques de libération du Rwanda (FDLR) qui,
dès l'arrestation de Kizito Mihigo, ont démenti travailler avec lui et condamné son arrestation, reviennent sur les déclarations du président
Paul Kagame. Un porte parole du RNC se dit perturbé et déçu par les propos du président. Quant à l'arrestation du chanteur Kizito Mihigo, le RNC affirme qu'elle est une conséquence de sa chanson Igisobanuro cy'Urupfu.
La FIDH revient aussi sur les propos du Président Kagame, estimant qu'il y a une escalade de violence y compris verbale de la part des autorités rwandaises.

## Procès
Après deux reports, le procès de Mihigo est ouvert le 6 novembre à Kigali. Kizito Mihigo plaide coupable de toutes les charges retenues contre lui et demande la clémence du jury. Ses avocats, eux, disent ne pas trouver les éléments constitutifs d'une infraction. Les trois co-accusés du chanteur plaident tous non coupables et dénoncent la torture,,.

### Plaidoiries
Le ministère public reproche au chanteur d'avoir eu des conversations via internet avec un membre du RNC (Rwanda National Congress), parti d'opposition en exil que Kigali qualifie de terroriste.  Dans ces conversations écrites, le chanteur aurait suggéré un renversement du régime avec les noms des personnes à tuer, parmi elles le président Paul Kagame.
Selon la chaine de télévision de la British Broadcasting Corporation — BBC —, le procureur dit que les accusés étaient en train de penser à venger le Colonel Patrick Karegeya, ancien chef des renseignements de l'armée rwandaise devenu opposant politique  contre le gouvernement de Paul Kagame.  Ce cofondateur de la RNC avait été retrouvé mort étranglé le 1er janvier 2014 dans un Hôtel luxueux en Afrique du Sud. Le gouvernement sud-africain a souvent accusé le Rwanda d'être derrière les assassinats et tentatives d'assassinat d'opposants rwandais exilés en Afrique du Sud, ce que les autorités rwandaises ont toujours démenti. Mais après la mort de Patrick Karegeya, le Président rwandais avait dit que « quiconque trahira le Rwanda en sera victime ».
Dans sa plaidoirie, le chanteur qui reconnaît avoir eu ces conversations avec un dénommé Sankara, nie l'intention de vouloir tuer le président et dit avoir engagé ses discussions, motivé par la curiosité. « J'étais en conflits avec les officiels en ce moment-là, mais je n'ai jamais eu de problèmes avec le président » rapporte Radio France internationale. Les avocats du chanteur, eux, continuent d'estimer que rien de tout cela ne constitue un crime.
Au deuxième jour du procès, le chanteur demande en vain d'être jugé seul.
Au troisième jour du procès, en pleine audience, Mihigo renonce à ses avocats et continue de plaider coupable.

### Réquisitoire
Lors de ce procès, le parquet requiert la perpétuité contre le chanteur.

### Verdict
Le 27 février 2015, il est condamné à 10 ans de prison, après avoir été reconnu coupable de conspiration contre le gouvernement du président Paul Kagame. Faute de preuve, il est en revanche blanchi de l'accusation de « conspiration pour terrorisme »,.

### Réactions après verdict
Après l'annonce du verdict, les réactions sont nombreuses dans la presse internationale et par différentes Organisations Non Gouvernementales Internationales

#### Presse internationale
Le jour du verdict, la presse internationale notamment la Télévision France 24, la Radio France internationale et l'agence de presse britannique Reuters reviennent sur la chanson Igisobanuro cy'urupfu (La signification de la mort) qui, selon les observateurs, aurait provoqué la colère du régime, et la tombée en disgrâce de ce chanteur chrétien autrefois proche du président Kagame et de son gouvernement. Certains observateurs interviewés par l'Agence France-Presse parlent d'un « pouvoir fébrile qui ne tolère pas les voix dissonantes »
Pour Susan Thomson, professeur à l'université Colgate à New York, ce procès est un signe que le gouvernement est sur la défensive: « Je le lis comme un signe de faiblesse [...] parce qu'ils doivent éliminer les gens avec une assise potentielle dans le pays » estime Susan Thomson. Pour cette américaine auteur de nombreux livres sur le Rwanda, avec le procès de Kizito Mihigo, « le gouvernement envoie un message à tous ceux qui auraient envie d'être politiquement actifs »
Pour les observateurs du Huffington Post, le chanteur Kizito Mihigo aurait été « contraint à plaider coupable sans avocat, pour espérer une remise en liberté ». Ce qui n'aura malheureusement eu aucun effet sur la sentence.

#### Chanson critique
Dans cette chanson mélancolique en kinyarwanda publiée sur internet quelques jours avant le début de la 20e commémoration du génocide — et immédiatement interdite par les autorités rwandaises —, on peut entendre : 

« Je suis rescapé du génocide mais ce n'est pas pour autant que j'ignore la souffrance des autres … la mort n'est jamais bonne, que ce soit du génocide, de la guerre ou des vengeances… »

, poursuit le chanteur chrétien en faisant allusion aux crimes reprochés au Front patriotique rwandais — FPR —, parti au pouvoir,,. Dans le 4e couplet de la chanson en question, le chanteur critique le programme « Ndi Umunyarwanda (Je suis rwandais) ». Ce programme lancé par le gouvernement rwandais en 2013 encourage toute la population Hutu à demander pardon pour son rôle dans le génocide perpétré contre les tutsis en 1994. 

« Soyons humains avant d'être rwandais »

 chante le compositeur tutsi, avant d'ajouter que c'est ainsi qu'il répond à l'appel de Dieu

#### Organisations Non Gouvernementales Internationales pour la défense  des droits de l'homme
Après l'annonce du verdict, les Organisations Non Gouvernementales Internationales pour la défense des droits de l'homme, tel Amnesty International ou encore Human Rights Watch, dans leur rapports de l'année 2014/15,  critiquent le déroulement de la procédure pénale, dénonçant la détention illégale, la torture et la politisation du procès,. Dans son rapport 2015/2016, Amnesty International parle d'un « procès inéquitable [...] motivé par des considérations politiques ». 
Selon Human Rights Watch dans son rapport mondial 2016, « Mihigo a été mis au secret dans un lieu inconnu pendant plusieurs jours en avril 2014, avant d’être formellement interrogé par la police et traduit en justice ».Avant et pendant sa détention au secret, selon Human Rights Watch, « des autorités gouvernementales de haut rang l'ont interrogé à plusieurs reprises au sujet d'une chanson religieuse qu'il avait écrite en mars et dans laquelle il priait pour les victimes du génocide, ainsi que pour les victimes d'autres violences. Ils l'ont également questionné sur ses liens prétendus avec le RNC. Des agents de police l'ont frappé et l'ont forcé à plaider coupable pour les infractions dont il a ensuite été accusé au tribunal ».
Reporters sans frontières revient aussi sur ce verdict, demandant que la décision du tribunal de Kigali soit révisée en appel.

#### Opposition politique
Pendant les jours suivant l'annonce du verdict, l'opposition politique rwandaise parle d'un « procès à l'image du régime ». Elle déplore l'absence de la liberté d'expression au Rwanda et qualifie le chanteur Kizito Mihigo de « prisonnier politique » ,

#### Union Européenne
Le 6 octobre 2016 dans une résolution adoptée par le Parlement Européen et dans laquelle l'institution dénonce des procès politiquement motivés et des atteintes à la liberté d’expression au Rwanda notamment le cas de l'opposante Victoire Ingabire Umuhoza, l'affaire Kizito Mihigo est aussi évoquée. Les députés européens demandent aux autorités rwandaises de « libérer immédiatement toutes les personnes emprisonnées ou inculpées uniquement parce qu’ils ont exercé leur droit à la liberté d’expression, d’association et de réunion pacifique ».

## Appel et libération
Le 10 septembre 2018, Mihigo retire la plainte d'appel qu'il avait lui-même interjetée auprès de la cour suprême. La raison de ce retrait n'est évoquée ni par les juges ni par le chanteur. Il est libéré par la grâce présidentielle le 14 septembre 2018, en compagnie de Victoire Ingabire Umuhoza .

## Nouvelle arrestation et mort en prison
À nouveau arrêté le 13 février 2020, Kizito Mihigo meurt dans sa cellule à Kigali le 17 février, officiellement d'un suicide par pendaison.